# Légendes d'un peuple
Les Légendes d'un peuple représentent un projet culturel où l'histoire des francophones des Amériques est déployée en chansons, sur scène et sur disque.
Ce projet a été créé en 2012 par l’auteur-compositeur-interprète Alexandre Belliard.

## Origine du nom
Le titre «Légendes d’un peuple» est une référence au recueil de poèmes épiques du poète québécois Louis-Honoré Fréchette, La Légende d'un peuple (1887). Ce recueil «traite des exploits et des héros de l'histoire du Canada français» et il est divisé en trois époques, de la découverte de l’Amérique aux débuts de l'époque contemporaine.
Selon l'avant-propos du livre Légendes d'un peuple: tome I, Alexandre a choisi ce nom à la suite d'une conférence donnée par l'historien Gilles Laporte.

## Origine du projet
Avant la naissance des Légendes d’un peuple, Alexandre Belliard avait publié trois premiers albums indépendants: Piège à con (2005), Demain… la peur (2007) et Des fantômes, des étoiles (2010). Il avait également publié le recueil de poésie Tu cours après les pigeons (2008), aux éditions Poètes de brousse.
Un jour, Alexandre Belliard découvre «Les Pionnières», un poème du recueil Jardins d'éclats de Thérèse Renaud (co-signataire du Refus global). Ce poème fait référence à des personnages historiques féminins comme Marie Rollet, Hélène Boullé et Marie Archambault. Pour Belliard, c'est une révélation. Il est alors âgé de 34 ans et il réalise qu’il n’a jamais entendu parler de ces personnages, ni à l’école ni ailleurs. Ce constat d’ignorance le choque et l’anime d’un sentiment d’urgence. Il entreprend alors des études universitaires en Histoire, où il est fasciné par tout ce qu’il apprend au sujet des pionniers francophones des Amériques.
Des nouvelles idées de chansons prennent forme dans son esprit. Sa nouvelle mission: partager en chansons l’Histoire des francophones des Amériques.

## Les réalisations

### Légendes d'un peupled'Alexandre Belliard

#### Les livres-disques
En 2012, Alexandre Belliard publie de façon indépendante le disque Légendes d’un peuple: tome I. Les tomes II et III suivront en 2013, puis les tomes IV et V en 2016. 
Le procédé est simple: chaque chanson rend hommage à un personnage, une réalité ou une œuvre de l'Histoire des Francophones d'Amérique. Ainsi, certaines chansons portent sur les Louis Riel, Marie Rollet, Marie-Anne Gaboury, Maisonneuve, Louis Cyr, etc. D'autres chansons décrivent une réalité de l'Amérique francophone, comme son territoire, ses activités, ses événements (En un seul peuple rapaillé, Les Paspéyas, Le marin, Bytown). Enfin, d'autres chansons mettent en musique des textes littéraires (Une petite morte d’Anne Hébert, Le chant des voyageurs d'Octave Crémazie, Libertés surveillées de Gérald Godin, La tombe ignorée d’Eudore Évanturel).
Les musiciens Hugo Perreault et Guido Del Fabbro accompagnent Alexandre sur les albums.
En parallèle à ses disques, Alexandre Belliard travaille sur des livres dans lesquels figurent les paroles des chansons. En collaboration avec l’historien Gilles Laporte et plusieurs autres collaborateurs, Alexandre rédige cinq livres, assortis aux cinq disques. En plus des paroles, chaque livre présente des textes historiques explicatifs, où les sujets des chansons sont mis en contexte et décrits en détail. Richard Séguin, Éric Bédard et Biz signent respectivement les préfaces des tomes I, II et III.
Bien qu'Alexandre travaille en collaboration, ses livres-disques sont créés de façon indépendante, sans l'aide de grands producteurs. Alexandre signe toutes les compositions et tous les paroles des chansons (à l'exception des textes littéraires adaptés), en plus de gérer lui-même la conception des livres-disques, de l’impression jusqu’à la distribution.
En novembre 2016, sont publiées séparément deux rééditions de Légendes d'un peuple (un disque et un livre). L'album Légendes d'un peuple - Œuvres choisies - Tomes I à V est une compilation qui réunit une sélection de 15 chansons parmi les cinq tomes. L'ouvrage Légendes d'un peuple - Tomes I à V (publié aux éditions Éditiö) est un beau-livre qui présente l'intégrale des cinq livres de Légendes d'un peuple.

#### Les tournées
Les livres-disques de Légendes d’un peuple amènent Alexandre Belliard à se produire sur scène.
À partir de 2012, il donne des concerts dans des salles de spectacle et des écoles un peu partout au Québec, mais également en Nouvelle-Écosse, à Terre-Neuve, au Manitoba, aux îles Saint-Pierre-et-Miquelon et même en Haïti.

#### La bande-dessinée
En 2014, la maison d’édition Septentrion, spécialisée dans le genre historique, publie la bande-dessinée Légendes d’un peuple: tome 1.
Les textes sont de Gilles Laporte et les illustrations sont signées Vincent Partel. La bande-dessinée reprend quelques-uns des personnages historiques mis en chansons par Alexandre Belliard. Chacun leur tour, les personnages et leur histoire y sont mis en images, en six récits distincts.

### Légendes d'un peupleet les Collectifs

#### Légendes d’un peuple - le Collectif

##### Sur disque
Le 28 octobre 2014, le premier album du Collectif des Légendes d’un peuple est lancé au musée Pointe-à-Callière de Montréal.
Publié sous Spectra Musique, l’album Collectif réunit une douzaine d’auteurs-compositeurs-interprètes québécois, tels Vincent Vallières, Paul Piché, Mara Tremblay, Jorane et Yann Perreau. Chacun réinterprète l’une des chansons parmi les trois premiers tomes de Légendes d'un peuple, et l’adapte à son propre style.
Sur l'album Collectif, se trouvent également deux chansons inédites: Félix: Pieds nus dans l'aube, un hommage à Félix Leclerc interprété par Richard Séguin, et La vie c'est ça, un hommage à Yvon Deschamps interprété par Alexandre Belliard.
L'album est un succès tant auprès du public que des critiques.

##### Sur scène
En février 2015, a lieu au Théâtre Outremont de Montréal le premier concert de la tournée du Collectif des Légendes d’un peuple.
Alexandre Belliard y occupe le rôle de directeur artistique, tandis que Yann Perreau y signe la mise en scène. Sur près de dix dates, cette tournée s’arrête dans différentes villes du Québec et réunit presque tous les artistes de l’album Collectif, qui interprètent leur chanson sur scène.
Les musiciens Hugo Perreault et Guido Del Fabbro, qui jouaient déjà sur les trois premiers albums de Légendes d’un peuple, sont présents sur scène.
Cette tournée de concerts permet au Collectif de se produire sur la scène de prestigieux festivals québécois, notamment le Festival de la chanson de Tadoussac, les FrancoFolies de Montréal et le Festival d'été de Québec.

#### Légendes d'un peuple Collectif II

##### Sur scène
À l'automne 2016, il est annoncé que Légendes d'un peuple renouvellera son aventure collective. 
Ce nouveau spectacle, dont Yann Perreau signe encore la mise en scène, met en vedette Alexandre Belliard, Daran, Jorane et Salomé Leclerc, avec la participation de Jean-Martin Aussant au piano.  
La grande première du spectacle a lieu à Québec, sur la scène du Théâtre Petit-Champlain, en février 2017. Les représentations se poursuivent à la Place des Arts de Montréal en mars 2017, puis en région en avril 2017. 